# Fußball-Asienmeisterschaft 2007/Gruppe A
| Pl. | Land       | Sp. | S | U | N | Tore    | Diff. | Punkte |
| --- | ---------- | --- | - | - | - | ------- | ----- | ------ |
| 1.  | Irak       | 3   | 1 | 2 | 0 | 004:200 | +2    | 05     |
| 2.  | Australien | 3   | 1 | 1 | 1 | 006:400 | +2    | 04     |
| 3.  | Thailand   | 3   | 1 | 1 | 1 | 003:500 | −2    | 04     |
| 4.  | Oman       | 3   | 0 | 2 | 1 | 001:300 | −2    | 02     |

Dieser Artikel behandelt die Spiele der Gruppe A bei der Fußball-Asienmeisterschaft 2007:

## Thailand – Irak 1:1 (1:1)
| Thailand                                                                            | Thailand | Irak | Irak |
| ----------------------------------------------------------------------------------- | --- | --- | ---- |
| Thailand                                                                            | \| 1. Spieltag \| \| 7. Juli 2007 um 19:35 Uhr (14:35 Uhr MESZ) in Bangkok (Rajamangala-Nationalstadion) \| \| Zuschauer: 30.000 \| \| Schiedsrichter: Kwon Jung-chul ( Südkorea) \| \| Spielbericht \| | \| 1. Spieltag \| \| 7. Juli 2007 um 19:35 Uhr (14:35 Uhr MESZ) in Bangkok (Rajamangala-Nationalstadion) \| \| Zuschauer: 30.000 \| \| Schiedsrichter: Kwon Jung-chul ( Südkorea) \| \| Spielbericht \|                                              | Irak |
| Thailand                                                                            | Kosin Hathairattanakool – Suree Sukha, Jetsada Jitsawad, Niweat Siriwong, Nattaporn Phanrit, Nirut Surasiang – Datsakorn Thonglao, Therdsak Chaiman (72. Suchao Nutnum), Tawan Sripan – Kiatisuk Senamuang (72. Teeratep Winothai), Sutee Suksomkit (86. Teerasil Dangda) Cheftrainer: Charnwit Polcheewin | Noor Sabri – Jassim Mohammed Ghulam, Bassim Abbas, Haidar Abdul-Amir, Ali Rehema – Nashat Akram (90.+1’ Karrar Jassim), Salih Sadir (66. Qusay Munir), Hawar Mulla Mohammed, Mahdi Karim, Haitham Kadhim – Younis Mahmoud Cheftrainer: Jorvan Vieira | Irak |
| Thailand                                                                            | 1:0 Sutee Suksomkit (6., Foulelfmeter) | 1:1 Younis Mahmoud (32.) | Irak |
| Thailand                                                                            | Kosin Hathairattanakool (23.), Nirut Surasiang (59.), Suree Sukha (76.), Datsakorn Thonglao (90.) | Haitham Kadhim (51.) | Irak |
| 1. Spieltag                                                                         | | |      |
| 7. Juli 2007 um 19:35 Uhr (14:35 Uhr MESZ) in Bangkok (Rajamangala-Nationalstadion) | | |      |
| Zuschauer: 30.000                                                                   | | |      |
| Schiedsrichter: Kwon Jung-chul ( Südkorea)                                          | | |      |
| Spielbericht                                                                        | | |      |

## Australien – Oman 1:1 (0:1)
| Australien                                                                          | Australien | Oman | Oman |
| ----------------------------------------------------------------------------------- | --- | --- | ---- |
| Australien                                                                          | \| 1. Spieltag \| \| 8. Juli 2007 um 17:20 Uhr (12:20 Uhr MESZ) in Bangkok (Rajamangala-Nationalstadion) \| \| Zuschauer: 5.000 \| \| Schiedsrichter: Eddy Maillet ( Seychellen) \| \| Spielbericht \|                                                    | \| 1. Spieltag \| \| 8. Juli 2007 um 17:20 Uhr (12:20 Uhr MESZ) in Bangkok (Rajamangala-Nationalstadion) \| \| Zuschauer: 5.000 \| \| Schiedsrichter: Eddy Maillet ( Seychellen) \| \| Spielbericht \| | Oman |
| Australien                                                                          | Mark Schwarzer – Lucas Neill, Patrick Kisnorbo (78. Brett Holman), Brett Emerton – Jason Culina, Luke Wilkshire, Vince Grella (62. Tim Cahill), Mile Sterjovski (46. John Aloisi), Mark Bresciano – Mark Viduka , Harry Kewell Cheftrainer: Graham Arnold | Ali al-Habsi – Mohammed Rabia al-Noobi , Juma al-Wahaibi, Said Suwailim, Yousuf al-Busaidi (65. Mohammed al-Ghassani), Hassan Yousuf Mudhafar al-Gheilani – Ahmed Mubarak al-Mahaijri, Ahmed Hadid al-Mukhaini – Badar al-Maimani (60. Fawzi Bashir Doorbeen), Ismail Sulaiman al-Ajmi, Amad al-Hosni (80. Younis Mubarak al-Mahaijri) Cheftrainer: Gabriel Calderón | Oman |
| Australien                                                                          | 1:1 Tim Cahill (90.+1') | 0:1 Badar al-Maimani (32.) | Oman |
| Australien                                                                          | Brett Emerton (18.), Tim Cahill (89.) | Ahmed Mubarak al-Mahaijri (21.), Mohammed Rabia al-Noobi (33.), Yousuf al-Busaidi (52.), Juma al-Wahaibi (55.) | Oman |
| 1. Spieltag                                                                         | | |      |
| 8. Juli 2007 um 17:20 Uhr (12:20 Uhr MESZ) in Bangkok (Rajamangala-Nationalstadion) | | |      |
| Zuschauer: 5.000                                                                    | | |      |
| Schiedsrichter: Eddy Maillet ( Seychellen)                                          | | |      |
| Spielbericht                                                                        | | |      |

## Oman – Thailand 0:2 (0:0)
| Oman                                                                                 | Oman | Thailand | Thailand |
| ------------------------------------------------------------------------------------ | --- | --- | -------- |
| Oman                                                                                 | \| 2. Spieltag \| \| 12. Juli 2007 um 17:20 Uhr (12:20 Uhr MESZ) in Bangkok (Rajamangala-Nationalstadion) \| \| Zuschauer: 19.000 \| \| Schiedsrichter: Lee Gi-young ( Südkorea) \| \| Spielbericht \| | \| 2. Spieltag \| \| 12. Juli 2007 um 17:20 Uhr (12:20 Uhr MESZ) in Bangkok (Rajamangala-Nationalstadion) \| \| Zuschauer: 19.000 \| \| Schiedsrichter: Lee Gi-young ( Südkorea) \| \| Spielbericht \| | Thailand |
| Oman                                                                                 | Ali al-Habsi – Mohammed Rabia al-Noobi , Juma al-Wahaibi, Said Suwailim al-Shoon, Hassan Yousuf Mudhafar al-Gheilani – Fawzi Bashir Doorbeen, Ahmed Mubarak al-Mahaijri, Ahmed Hadid al-Mukhaini – Badar al-Maimani (78. Younis al-Mushaifri), Ismail Sulaiman al-Ajmi, Amad al-Hosni Cheftrainer: Gabriel Calderón | Kosin Hathairattanakool – Suree Sukha, Niweat Siriwong, Nataporn Phanrit, Nirut Surasiang, Kiatprawut Saiwaeo – Datsakorn Thonglao, Therdsak Chaiman (58. Pipat Thonkanya), Tawan Sripan – Kiatisuk Senamuang (67. Teeratep Winothai), Sutee Suksomkit (73. Suchao Nutnum) Cheftrainer: Charnwit Polcheewin | Thailand |
| Oman                                                                                 | 0:1 Pipat Thonkanya (70.) 0:2 Pipat Thonkanya (78.) | | Thailand |
| Oman                                                                                 | Yousuf Mudhafar al-Gheilani (24.), Amad al-Hosni (28.), Said Suwailim al-Shoon(35.), Juma al-Wahaibi (43.) | Suchao Nutnum (83.) | Thailand |
| 2. Spieltag                                                                          | | |          |
| 12. Juli 2007 um 17:20 Uhr (12:20 Uhr MESZ) in Bangkok (Rajamangala-Nationalstadion) | | |          |
| Zuschauer: 19.000                                                                    | | |          |
| Schiedsrichter: Lee Gi-young ( Südkorea)                                             | | |          |
| Spielbericht                                                                         | | |          |

## Irak – Australien 3:1 (1:0)
| Irak                                                                                 | Irak | Australien | Australien |
| ------------------------------------------------------------------------------------ | --- | --- | ---------- |
| Irak                                                                                 | \| 2. Spieltag \| \| 13. Juli 2007 um 17:20 Uhr (12:20 Uhr MESZ) in Bangkok (Rajamangala-Nationalstadion) \| \| Zuschauer: 6.000 \| \| Schiedsrichter: Jasim Karim ( Bahrain) \| \| Spielbericht \|                                                                         | \| 2. Spieltag \| \| 13. Juli 2007 um 17:20 Uhr (12:20 Uhr MESZ) in Bangkok (Rajamangala-Nationalstadion) \| \| Zuschauer: 6.000 \| \| Schiedsrichter: Jasim Karim ( Bahrain) \| \| Spielbericht \|                                                       | Australien |
| Irak                                                                                 | Noor Sabri – Jassim Mohammed Ghulam, Bassim Abbas, Haidar Abdul-Amir, Ali Rehema – Nashat Akram, Salih Sadir (49. Quasay Munir), Hawar Mulla Mohammed, Mahdi Karim, Haitham Kadhim (74. Karrar Jassim) – Younis Mahmoud (90.+1’ Mohammed Nasser) Cheftrainer: Jorvan Vieira | Mark Schwarzer – Lucas Neill, Patrick Kisnorbo (71. John Aloisi), Brett Emerton – Jason Culina (64. Archie Thompson), Luke Wilkshire, Vince Grella, Mark Bresciano – Mark Viduka , Harry Kewell, Brett Holman (46. Tim Cahill) Cheftrainer: Graham Arnold | Australien |
| Irak                                                                                 | 1:0 Nashat Akram (22.) 2:1 Hawar Mohammed (60.) 3:1 Karrar Jassim (86.) | 1:1 Mark Viduka (47.) | Australien |
| Irak                                                                                 | Haitham Kadhim (62.) | Jason Culina (12.), Vince Grella (35.), Lucas Neill (42.), Luke Wilkshire (89.) | Australien |
| Irak                                                                                 | Lucas Neill (90.+3') | | Australien |
| 2. Spieltag                                                                          | | |            |
| 13. Juli 2007 um 17:20 Uhr (12:20 Uhr MESZ) in Bangkok (Rajamangala-Nationalstadion) | | |            |
| Zuschauer: 6.000                                                                     | | |            |
| Schiedsrichter: Jasim Karim ( Bahrain)                                               | | |            |
| Spielbericht                                                                         | | |            |

## Thailand – Australien 0:4 (0:1)
| Thailand                                                                             | Thailand | Australien | Australien |
| ------------------------------------------------------------------------------------ | --- | --- | ---------- |
| Thailand                                                                             | \| 3. Spieltag \| \| 16. Juli 2007 um 19:35 Uhr (14:35 Uhr MESZ) in Bangkok (Rajamangala-Nationalstadion) \| \| Zuschauer: 46.000 \| \| Schiedsrichter: Kwon Jung-chul ( Südkorea) \| \| Spielbericht \| | \| 3. Spieltag \| \| 16. Juli 2007 um 19:35 Uhr (14:35 Uhr MESZ) in Bangkok (Rajamangala-Nationalstadion) \| \| Zuschauer: 46.000 \| \| Schiedsrichter: Kwon Jung-chul ( Südkorea) \| \| Spielbericht \|                                                 | Australien |
| Thailand                                                                             | Kosin Hathairattanakool – Suree Sukha, Niweat Siriwong, Nataporn Phanrit, Nirut Surasiang, Kiatprawut Saiwaeo (56. Jetsada Jitsawad) – Tawan Sripan – Suchao Nutnum, Kiatisuk Senamuang, Teeratep Winothai (60. Pipat Thonkanya), Sutee Suksomkit (54. Datsakorn Thonglao) Cheftrainer: Charnwit Polcheewin | Mark Schwarzer – Michael Beauchamp, Brett Emerton, Mark Milligan – Jason Culina, Luke Wilkshire, Vince Grella, David Carney, Mark Bresciano (74. Tim Cahill) – Mark Viduka (84. Brett Holman), John Aloisi (61. Harry Kewell) Cheftrainer: Graham Arnold | Australien |
| Thailand                                                                             | 0:1 Michael Beauchamp (21.) 0:2 Mark Viduka (80.) 0:3 Mark Viduka (83.) 0:4 Harry Kewell (90.) | | Australien |
| Thailand                                                                             | Nirut Surasiang (45.+2'), Datsakorn Thonglao (73.) | John Aloisi (28.), Luke Wilkshire (84.) | Australien |
| 3. Spieltag                                                                          | | |            |
| 16. Juli 2007 um 19:35 Uhr (14:35 Uhr MESZ) in Bangkok (Rajamangala-Nationalstadion) | | |            |
| Zuschauer: 46.000                                                                    | | |            |
| Schiedsrichter: Kwon Jung-chul ( Südkorea)                                           | | |            |
| Spielbericht                                                                         | | |            |

## Oman – Irak 0:0
| Oman                                                                           | Oman | Irak | Irak |
| ------------------------------------------------------------------------------ | --- | --- | ---- |
| Oman                                                                           | \| 3. Spieltag \| \| 16. Juli 2007 um 19:35 Uhr (14:35 Uhr MESZ) in Bangkok (Suphachalasai-Stadion) \| \| Zuschauer: 500 \| \| Schiedsrichter: Eddy Maillet ( Seychellen) \| \| Spielbericht \| | \| 3. Spieltag \| \| 16. Juli 2007 um 19:35 Uhr (14:35 Uhr MESZ) in Bangkok (Suphachalasai-Stadion) \| \| Zuschauer: 500 \| \| Schiedsrichter: Eddy Maillet ( Seychellen) \| \| Spielbericht \|                                                         | Irak |
| Oman                                                                           | Ali al-Habsi – Mohammed Rabia al-Noobi , Issam Fayel al-Sinani, Yousuf Shaaban, Hassan Yousuf Mudhafar al-Gheilani – Fawzi Bashir Doorbeen (69. Hussain al-Hadhri), Ahmed Mubarak al-Mahaijri, Ahmed Hadid al-Mukhaini (81. Younis Mubarak al-Mahaijri) – Badar al-Maimani, Ismail Sulaiman al-Ajmi (67. Younis al-Mushaifri), Amad al-Hosni Cheftrainer: Gabriel Calderón | Noor Sabri – Jassim Mohammed Ghulam, Bassim Abbas, Khaldoun Ibrahim, Ali Rehema – Nashat Akram, Ahmad Abd Ali (71. Ali Abbas al-Hilfi), Hawar Mulla Mohammed (45. Karrar Jassim), Mahdi Karim, Quasay Munir – Younis Mahmoud Cheftrainer: Jorvan Vieira | Irak |
| Oman                                                                           | Amad al-Hosni (45.), Ahmed al-Mahaijri (90.+2') | Quasay Munir (73.), Ali Abbas al-Hilfi (76.) | Irak |
| 3. Spieltag                                                                    | | |      |
| 16. Juli 2007 um 19:35 Uhr (14:35 Uhr MESZ) in Bangkok (Suphachalasai-Stadion) | | |      |
| Zuschauer: 500                                                                 | | |      |
| Schiedsrichter: Eddy Maillet ( Seychellen)                                     | | |      |
| Spielbericht                                                                   | | |      |